# الجملة الفعلية الواقعة مضافا إليه
الجملة الفعلية الواقعة مضافا إليه
تكون الجملة الفعلية مضافا إليه مباشرة بعد الظروف: حين، يوم، إذْ، إذا، مذْ، منذ، حيث، لمّا. أمثلة:
- سررت حين رأيتك.
- كنت معك يوم سافرت.
- اذكر إذ كنت محتاجا فساعدتك.
- والدي إذا يغضب يشدد في العقوبة.
- سافر أخي مذ طلعت الشمس.
- سررت منذ رأيتك
- أجلس حيث وجدت مكانا.
- لما طرقت الباب فتحت لي.

الجملة الاسمية الواقعة مضافا إليه
تكون الجملة الاسمية مضافا إليه مرتبطة مباشرة بعد الظروف:حين،إذْ،إذا،مذْ،منذ،حيث، يوم. أمثلة:
- هاتفتك حين أنت نائم.
- زرت جدي إذ هو في المستشفى.
- ناديت عمر فإذا هو أمام الباب.
- لم أرك مذ أنت صبي.
- لم أنقطع عن زيارة الجار منذ هو مريض.
- أرافقك حيث أنت مسافر.
- زرتك يومَ أنت مريض.

المصدرالمؤوّل الواقع مضافا إليه
يكون المضاف إليه مصدرا مؤولا:
1- مقترنا بأنْ بعد الكلمات التالية: دونَ، بدَلَ، عِوَضَ، سِوَى، غير. أمثلة:
- قدمت للرجل خدمة دون أن أعرفه.
- أكرم ضيفك بدل أن تطرده.
- اصفح عمن أساء إليك عوض أن تنتقم منه.
- لم يبق لي سوى أن أكتب الخاتمة.
- لا تأكل من غير أن تبسمل.

ب- بعد المصادر التي تكون مفعولا لأجله. مثال :
- أجلس في الظل مخافة أن تؤذيني حرارة الشمس.

ج- بعد قبل أو بعد. مثال :
- خرجنا بعد أن دق الجرس.

2- ومقترنا ب (ما) بعد قبل أو بعد. مثال:
- سأحضر لتوديعك قبل ما تسافر.

3- ومقترنا بأنَّ بعد الكلمات:رغم،مع،غير،سوى، حدِّ. مثال:
- جئت إلى المدرسة رُغمَ أني مريض.
- رجعت إلى البيت مع أن مهمتي لم تنته.
- أنت فقير غيرَ أنك كريم.
- السيارة جميلة سوى أنها غالية.
- بكت الخنساء أخويها إلى حدِّ أنها فقدت بصرها.